# Viola Yanik
Viola Yanik (Bonn, RFA, 9 de julio de 1982) es una deportista canadiense que compitió en lucha libre. Ganó una medalla de bronce en el Campeonato Mundial de Lucha de 2003 y una medalla de plata en los Juegos Panamericanos de 2003.
Participó en los Juegos Olímpicos de Atenas 2004, ocupando el quinto lugar en la categoría de 63 kg.

## Palmarés internacional
| Campeonato Mundial   | Campeonato Mundial              | Campeonato Mundial | Campeonato Mundial |
| Año                  | Lugar                           | Medalla            | Categoría          |
| -------------------- | ------------------------------- | ------------------ | ------------------ |
| 2003                 | Nueva York (Estados Unidos)     | Medalla de bronce  | 63 kg              |
| Juegos Panamericanos |                                 |                    |                    |
| Año                  | Lugar                           | Medalla            | Categoría          |
| 2003                 | Santo Domingo (Rep. Dominicana) | Medalla de plata   | 63 kg              |